# تخلیه غیرنظامیان در ژاپن در طول جنگ جهانی دوم

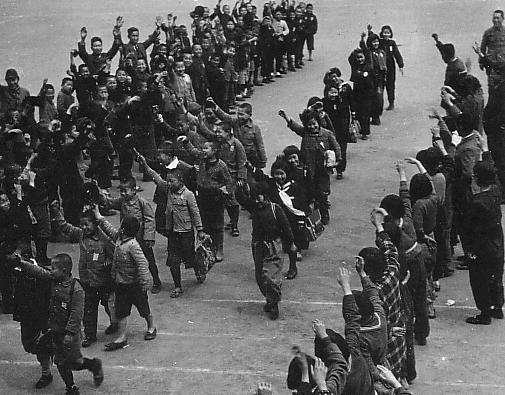
دانش‌آموزان در حال تخلیه در اوت ۱۹۴۴

تخلیه غیرنظامیان در ژاپن در طول جنگ جهانی دوم حدود 8.5 میلیون غیرنظامی ژاپنی بین سال‌های 1943 و 1945 در نتیجه حملات هوایی به ژاپن توسط نیروی هوایی نیروی زمینی ایالات متحده آمریکا (USAAF) در طول جنگ اقیانوس آرام از خانه‌های خود آواره شدند. این تخلیه ها در دسامبر 1943 به عنوان یک برنامه داوطلبانه دولتی برای آماده سازی شهرهای اصلی کشور برای حملات بمباران با تخلیه کودکان، زنان و سالمندان به شهرهای روستایی آغاز شد. پس از اینکه بمب افکن های آمریکایی در سال 1945 شروع به ویران کردن کل شهرها کردند، میلیون ها غیرنظامی دیگر به روستاها گریختند.

## پیشینه
قبل از جنگ اقیانوس آرام و در طول سال‌های اول این درگیری، دولت ژاپن تأکید کمی بر آماده‌سازی اقدامات دفاع مدنی در صورت حملات هوایی به این کشور داشت. راهنمایی که برای غیرنظامیان تهیه شده بود، از آنها می‌خواست که در شهرهایی که مورد حمله قرار گرفته‌اند، بمانند تا به عنوان بخشی از انجمن‌های محله، با آتش‌سوزی‌های ناشی از حملات تسلیحات آتش‌زا مقابله کنند.